# 1985
- Wikisource

| Calendário gregoriano                                                        | 1985 MCMLXXXV                        |
| Ab urbe condita                                                              | 2738                                 |
| Calendário arménio                                                           | 1435 – 1436                          |
| Calendário bahá'í                                                            | 141 – 142                            |
| Calendário budista                                                           | 2529                                 |
| Calendário chinês                                                            | 4681 – 4682 Início a 20 de fevereiro |
| Calendário copta                                                             | 1701 – 1702                          |
| Calendário etíope                                                            | 1977 – 1978                          |
| Calendários hindus - Vikram Samvat - Calendário nacional indiano - Cáli Iuga | 2040 – 2041 1906 – 1907 5085 – 5086  |
| Calendário Holoceno                                                          | 11985                                |
| Calendário islâmico                                                          | 1406 – 1407                          |
| Calendário judaico                                                           | 5745 – 5746 Início a 16 de setembro  |
| Calendário persa                                                             | 1363 – 1364 Início a 21 de março     |
| Calendário rúnico                                                            | 2235                                 |
| Calendário solar tailandês                                                   | 2528                                 |

1985 (MCMLXXXV, na numeração romana) foi um ano comum do século XX que começou numa terça-feira, segundo o calendário gregoriano. A sua letra dominical foi F. A terça-feira de Carnaval ocorreu a 19 de fevereiro e o domingo de Páscoa a 7 de abril. Segundo o horóscopo chinês, foi o ano do Boi, começando a 20 de fevereiro.

| Evento                                                   | Data            | Hora  |
| -------------------------------------------------------- | --------------- | ----- |
| Aquário                                                  | 20 de janeiro   | 02:58 |
| Peixes                                                   | 18 de fevereiro | 17:08 |
| primavera no hemisfério norte e outono no hemisfério sul |                 |       |
| Carneiro/equinócio                                       | 20 de março     | 16:14 |
| Touro                                                    | 20 de abril     | 03:26 |
| Gémeos                                                   | 21 de maio      | 02:43 |
| verão no hemisfério norte e inverno no hemisfério Sul    |                 |       |
| Caranguejo/solstício                                     | 21 de junho     | 10:45 |
| Leão                                                     | 22 de julho     | 21:37 |
| Virgem                                                   | 23 de agosto    | 04:36 |
| Outono no Hemisfério Norte e Primavera no Hemisfério Sul |                 |       |
| Balança/equinócio                                        | 23 de setembro  | 02:08 |
| Escorpião                                                | 23 de outubro   | 11:22 |
| Sagitário                                                | 22 de novembro  | 08:51 |
| inverno no hemisfério norte e verão no hemisfério sul    |                 |       |
| Capricórnio/solstício                                    | 21 de dezembro  | 22:08 |

| UTC: Portugal Continental, Madeira, Guiné-Bissau e São Tomé e Príncipe Subtrair (-): 1 h nos Açores e Cabo Verde 2 h nas Ilhas oceânicas brasileiras 3 h em Brasília, em Goiás, na Amazônia Oriental Brasileira e no nordeste, sudeste e sul brasileiros 4 h na Amazônia Ocidental Brasileira, Mato Grosso e Mato Grosso do Sul 5 h no Acre e sudoeste do Amazonas Adicionar (+): 1 h em Angola e Guiné Equatorial 2 h em Moçambique 8 h em Macau 9 h em Timor-Leste. |
| Adicionar uma hora durante a vigência do horário de verão: Portugal Continental : De 31 de março a 29 de setembro de 1985 |

| Ano completo                       |
| ---------------------------------- |
| Ano comum com início à terça-feira |

## Eventos
- Ano Mundial da Juventude, pela ONU.

### Janeiro
- 1º de janeiro - O presidente egípcio Hosni Mubarak autoriza o Patriarca Copta de Alexandria Shenouda III a sair do exilio interno imposto pelo seu antecessor, Anwar Sadat [1]
- 11 a 20 de janeiro - Primeiro Rock in Rio.
- 15 de janeiro - Tancredo Neves, do PMDB, vence o candidato da situação do regime militar, Paulo Maluf (PDS, atual Progressistas), nas eleições indiretas e é eleito presidente da República.[2]
- 20 de janeiro - Ronald Reagan toma posse de seu segundo mandato como Presidente dos Estados Unidos.

### Fevereiro
- 8 de fevereiro - Lançado o primeiro satélite de propriedade brasileira: o Brasilsat A1.

### Março
- 14 de março - O presidente eleito do Brasil, Tancredo Neves é internado, na véspera de sua posse, em um hospital de Brasília, onde realiza uma operação abdominal. Em seu lugar, assume a presidência o vice José Sarney. Tancredo morreria no dia 21 de abril desse mesmo ano.
- 15 de março
  - José Sarney se torna o primeiro presidente civil do Brasil após 21 anos de regime militar, assumindo o cargo depois que o presidente eleito Tancredo Neves ficou seriamente doente no dia anterior.
  - Lançamento da série nipônica de Metal Hero do gênero tokusatsu Jaspion que logo veio fazer sucesso no Brasil 3 anos depois sendo exibida na extinta Rede Manchete.

### Abril
- 1 de abril - ocorre a primeira peregrinação da família Educação Moral e Religiosa Católica da Escola Secundária de Peniche, na qual os mesmos peregrinos fazem cerca de 100 km (entre Peniche e o Santuário de Fátima), fazendo uma experiencia de fé e encontro consigo mesmos.
- 21 de Abril
  - Ayrton Senna vence o GP de Portugal, sua primeira vitória na Fórmula 1.
  - No Brasil, o presidente eleito Tancredo Neves, morre em São Paulo, em decorrência de uma infecção generalizada.

### Junho
- 23 de junho - o Voo Air India 182 explode sobre o Oceano Atlântico Norte, próximo à costa irlandesa matando todos os 329 passageiros e tripulantes. A tragédia mais tarde descobriu-se ter sido causada por uma bomba colocada por terroristas.

### Agosto
- 12 de agosto - o Voo Japan Airlines 123 cai sobre o Monte Takamagahara há 100 km de Tóquio, dos 524 ocupantes, 520 morreram, sendo esse o segundo maior acidente aéreo da história em perda de vidas e o maior já ocorrido com uma única aeronave.

### Setembro
- 1 de setembro - Os destroços do RMS Titanic são encontrados há mais de 3 km de profundidade no Oceano Atlântico Norte, 73 anos após seu naufrágio. Os restos do navio foram encontrados em uma expedição liderada pelo oceanógrafo Robert Ballard e foi só graças a essa descoberta que foi possível confirmar relatos de sobreviventes de que o transatlântico havia se partido ao meio e não afundado intacto como a investigação original em 1912 havia concluído e como o público em geral achava.
- 13 de setembro - O jogo Super Mario Bros. é lançado para o Nintendo Entertainment System, que entrou para a história e fez Super Mario se tornar um dos símbolos da Nintendo.
- 17 de setembro - O Brasil registra seu primeiro grande apagão, atingindo 10 estados.
- 19 de setembro - Um grande terremoto atinge o México.

### Outubro
- 6 de outubro
  - Nigel Mansell vence o GP da Europa, sua primeira vitória na Fórmula 1.
  - Alain Prost torna-se campeão mundial de Fórmula 1 pela primeira vez.

### Dezembro
- 10 de dezembro - fundação do município amazonense de Presidente Figueiredo.

## Nascimentos
- 6 de janeiro - Adam Pearson, ator, apresentador e ativista britânico.
- 7 de janeiro - Lewis Hamilton, piloto inglês de automobilismo.
- 25 de janeiro - Thiago Gonçalves Costa, cantor brasileiro, que fazia com seu primo Pedro a dupla Pedro & Thiago.
- 5 de fevereiro - Cristiano Ronaldo, futebolista português.
- 19 de maio - Chinonye Chukwu, diretora de cinema nigeriana-americana.
- 20 de junho - Caroline Polachek, cantora estadunidense.
- 21 de junho - Lana Del Rey, cantora estadunidense.
- 29 de agosto - Jeffrey Licon, ator estadunidense.
- 08 de outubro - Bruno Mars, cantor, compositor e produtor musical estadunidense.
- 10 de outubro - Marina, cantora britânica.
- 24 de outubro - Wayne Rooney, futebolista inglês.
- 12 de novembro - Ben Aldridge, ator inglês.
- 30 de novembro - Kaley Cuoco, atriz estadunidense.

## Mortes
- 1 de janeiro - Alice B. Russell, atriz estadunidense (n. 1889).
- 10 de março - Konstantin Chernenko, presidente da União Soviética de 1984 a 1985 (n. 1911).
- 11 de abril - Enver Hoxha, Primeiro-ministro da Albânia de 1945 1985 (n. 1908)
- 21 de abril - Tancredo Neves, primeiro-ministro do Brasil de 1961 a 1962 e eleito presidente da República do Brasil, não chegando a tomar posse por ter falecido (n. 1910).
- 20 de julho - Estelle Evans, atriz baamiana-norte-americana (n. 1906).
- 6 de agosto - Forbes Burnham, presidente da Guiana de 1980 a 1985 (n. 1923).
- 9 de outubro - Emílio Garrastazu Médici, 28° presidente do Brasil de 1969 a 1974 (n. 1905).
- 31 de outubro - Omar O'Grady, engenheiro e político brasileiro, prefeito da cidade de Natal de 1924 a 1930 (n. 1894).
- 23 de dezembro - Ferhat Abbas, presidente do governo provisório da Argélia entre 1962 e 1963. (n. 1889).

## Por tema
- 1985 na arte
- 1985 no Brasil
- 1985 na ciência
- 1985 no cinema
- 1985 no desporto
- Divisões administrativas em 1985
- 1985 no jornalismo
- 1985 na literatura
- 1985 na música
- 1985 na política
- 1985 na rádio
- 1985 no teatro
- 1985 na televisão

## Prêmio Nobel
- Física - Klaus von Klitzing
- Química - Herbert Hauptman, Jerome Karle
- Medicina - Michael Stuart Brown, Joseph Goldstein
- Literatura - Claude Simeon
- Paz - Médicos Internacionais para a Prevenção da Guerra Nuclear
- Economia - Franco Modigliani

## Epacta e idade da Lua
| Epacta gregoriana | 10 (X)  |
| Idade da Lua      | Letra l |